# Sfârnaș
Sfârnaș – wieś w Rumunii, w okręgu Bihor, w gminie Sâniob. W 2011 roku liczyła 260 mieszkańców.